# フォーク・デイズ
フォーク・デイズは、不定期にフジテレビONEおよびフジテレビNEXTで放送されている音楽番組。坂崎幸之助がレギュラーナビゲーターを務めるステージ演奏と、坂崎と出演者の対談から構成されている。

## 番組の進行
毎回違うテーマによるステージ演奏の放送が基本となっている。この番組では坂崎はあまり演奏はせず、あくまで司会者として出演している。
番組の合間には坂崎と出演者の対談が数回挟まれる。
フジテレビワンツーネクストに再編される以前はフジテレビ721で放送されていた。

## レギュラーナビゲーター
- 坂崎幸之助 (THE ALFEE)

## 放送内容

### #01-50
1. フォークの日コンサート（小室等、あんべ光俊、西島三重子、山梨鐐平、中牟田俊男、千葉和臣、マイク真木）2000年4月29日O.A.
2. マザーズディ（庄野真代、丸山圭子、水越けいこ、紙ふうせん）2000年6月4日O.A.
3. ファーザーズデイ（ばんばひろふみ、因幡晃、杉田二郎）2000年7月22日O.A.
4. 七夕コンサート（さとう宗幸、布施辰徳、北川ユミ、岸田敏志）2000年8月6日O.A.
5. 夏の陣（生田敬太郎、斉藤哲夫、なぎら健壱、高田渡）2000年9月2日O.A.
6. 歌のある星に生まれて（あんべ光俊、鈴木康博、細坪基佳）2000年10月21日O.A.
7. 風が吹くラビ＆ユタカ～（佐渡山豊、中山ラビ）2000年11月25日O.A.
8. フォークデイズスペシャル（沢田聖子、古井戸2000、あがた森魚）2000年12月3日O.A.
9. クリスマススペシャル（永井龍雲、りりィ、ブレット＆バター）2000年12月10日O.A.
10. FFAニューイヤースペシャル（崎谷健次郎、三浦和人、紙ふうせん）2001年2月18日O.A.
11. レイトバレンタイン（及川恒平、岸田敏志）2001年4月30日O.A.
12. ハコとマキ　春の夜にうたう（山崎ハコ、カルメン・マキ）2001年4月30日O.A.
13. ウェルカム・トゥ・ザ・アーリー・ハウス～（アーリー・タイムス・ストリングス・バンド、高田渡、シバ、中川五郎、斎藤哲夫、白井良明、鈴木慶一）2001年5月20日O.A.
14. 海援隊トーク＆ライブ　君の住む街へ（海援隊）2001年6月24日O.A.
15. マザーズデイコンサートPart2（洋一郎、丸山圭子、水越けいこ）2001年7月29日O.A.
16. WILL BE～明日に向かって～（細坪基佳、五十嵐浩晃）2001年8月21日O.A.
17. 残暑お見舞いコンサート（Something Else、ばんばひろふみ、杉田二郎）2001年9月22日O.A.
18. ひとりぼっちのふたり（友部正人、遠藤賢司）2001年10月8日O.A.
19. サウダージ（郷愁）(時の徘徊、山梨鐐平、山木康世）2001年11月17日O.A.

SP. フォーク・デイズスペシャル 市井紗耶香 with 中澤裕子（市井紗耶香、中澤裕子）2001年12月10日(CSフジテレビ721)・2002年2月16日(地上波フジテレビ)O.A.
1. （未確認）
2. （未確認）
3. （未確認）
4. （未確認）
5. （未確認）
6. （未確認）
7. （未確認）
8. （未確認）
9. （未確認）
10. （未確認）
11. （未確認）
12. （未確認）
13. （未確認）
14. （未確認）
15. （未確認）
16. （未確認）
17. （未確認）
18. （未確認）
19. （未確認）
20. （未確認）
21. （未確認）
22. （未確認）
23. （未確認）
24. （未確認）
25. （未確認）
26. （未確認）
27. （未確認）
28. （未確認）
29. （未確認）
30. 五つの赤い風船コンサート2005

### #51-60
1. 祝・50回記念コンサート
2. （未確認）
3. 春風のハーモニー （ブレッド&バター、BUZZ）
4. 水無月の頃には （長谷川きよし、りりィ&洋士）
5. （未確認）
6. （未確認）
7. 年末ギターバトル大会 （白井良明、中川イサト、吉川忠英）
8. 僕らフォーク世代 （細坪君と三浦君）
9. なぎら健壱プレゼンツ東京フォークジャンボリー第1部 （東京60WATTS、よしだよしこ、リクオ、斉藤哲夫、なぎら健壱）
10. クローンズ夢一夜（南こうせつ、坂崎幸之助、クローンズ）

### #61-70
1. 2時間スペシャル ～五つの赤い風船から東京フォークジャンボリーまで～
2. ポップスナイト（杉真理、松尾清憲）
3. 七夜月の頃には（シバ、三上寛、庄野真代）
4. 夜長月（sanch、鈴木）
5. 男どうしじゃないか（杉田二郎、大野真澄）
6. 夢見月（ばんばひろふみ、永井龍雲）
7. 立夏の宴（小室等、谷山浩子、ピース）
8. （未確認）
9. 行きたいところがあるんだ（いとうたかお、センチメンタル・シティ・ロマンス）
10. カントリーフレーバーナイト（ムッシュかまやつ、ザ・ラストショウ）

### #71-80
1. 西からの風（木村充揮、有山じゅんじ、リクオ）
2. 坂忠＆フレンズ（坂忠、フレンズ）
3. アコースティックギグ・フロム・湘南（南佳孝、白井貴子）
4. アコースティックギグ・イン・渋谷#1（原田真二、木根尚登）
5. フォーク・デイズ10周年記念スペシャル アコースティックナイト in 神田共立講堂（なごみーず）
6. 10周年記念スペシャル～懐かしの学園祭 in 神田共立講堂（南こうせつ、中村あゆみ、山本コウタロー＆ほぼウィークエンド、猫、遠藤賢司／ナビゲーター南こうせつ）
7. 春よ来い！（ブレッド＆バター、山本潤子）
8. 旧友再会（斉藤哲夫、あがた森魚）
9. Legend　Vol.1（上田正樹、早川義夫+佐久間正英）
10. フォークギターナイト（石川鷹彦、SLOW DOWN）

### #81-90
1. （未確認）